# Anatra V.I
L'Anatra V.I. (ou Voisin-Ivanov) est un biplace d'observation russe de la Première Guerre mondiale.
Biplan dérivé du Voisin LAS, produit sous licence par Anatra, les modifications apportées au biplace français étant dues à Piotr Ivanov, pilote au 6e dépôt de matériel aérien de Zhmerinka. Le prototype effectua son premier vol le 6 avril 1916.
La nacelle était redessinée, entièrement en contreplaqué avec l’observateur à l’avant, disposant d’un nouveau modèle de support pour son arme, et une plaque d’aluminium séparait le réservoir du moteur, placé bien entendu à l’arrière. Cette plaque fonctionnait comme pare-feu, isolant le carburant du moteur chaud en cas de perforation durant un engagement aérien. Le train d’atterrissage était renforcé et la structure de l’aile, entièrement métallique, était renforcée par un troisième longeron. Plus robuste et plus rapide que le Voisin LAS, le Voisin-Ivanov succéda au biplan français sur les chaînes de production de l’usine d’Odessa, environ 150 étant construits entre 1916 et 1917. Cet appareil restera en service jusqu’en 1922.